# Giuseppe Felice

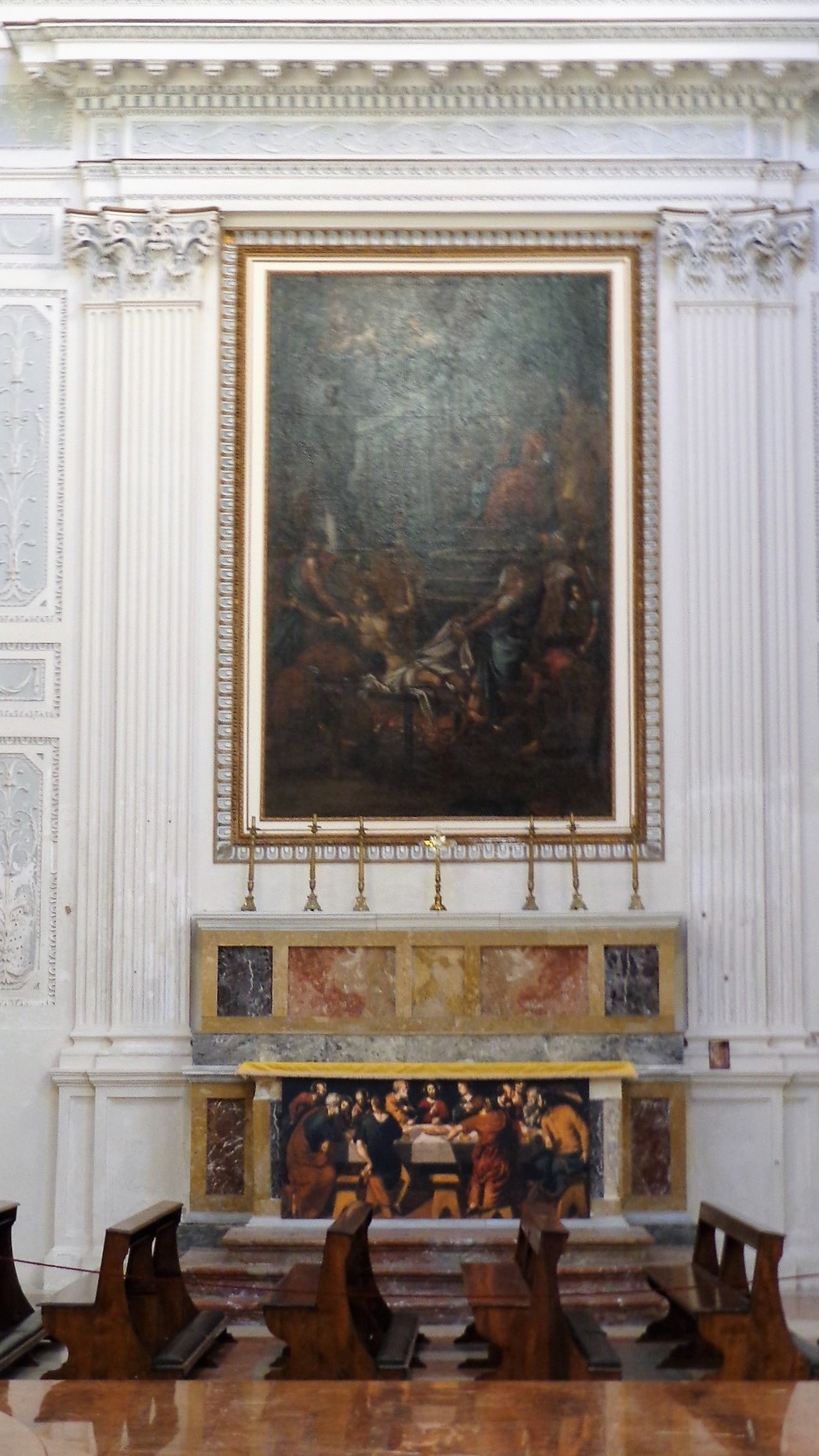
Martirio di San Lorenzo, protobasilica cattedrale di San Lorenzo.

Giuseppe Felici, o Felice (Trapani, 1656 – Trapani, 24 luglio 1734), è stato un pittore italiano attivo in Sicilia.

## Biografia
Secondogenito del notaio Francesco Antonio. Indossato l'abito della Compagnia di Gesù, completò gli studi presso il Collegio dei gesuiti.
In ambito pittorico, all'iniziale formazione caravaggesca segue una discreta produzione d'influenza novellesca, con temi a carattere religioso commissionati dai principali Ordini religiosi cittadini.

## Opere
- XVIII secolo, Sepolcro di Nino, olio su tela con soggetto di carattere profano, opera trasferita oltre Stretto la cui ubicazione è oggi ignota.[1]

### Agrigento e provincia
Licata 
- 1734c., Morte di San Giuseppe, Estasi di Santa Maria Maddalena dei Pazzi, dipinti, opere custodite nella chiesa del Carmine o dell'Annunziata.

### Palermo e provincia
- XVIII secolo, Adorazione dei magi, dipinto, opera presente in una collezione privata di Palermo.

### Trapani e provincia
Alcamo 
- 1702, Santi Paolo e Bartolomeo, olio su tela, opera custodita nell'abside della chiesa dei Santi Paolo e Bartolomeo.
- 1703, Sette arcangeli, olio su tela, opera custodita nella Cappella della Madonna dei Sette Angeli della chiesa dei Santi Paolo e Bartolomeo.

 Custonaci 
- XVIII secolo, San Pietro Nolasco, olio su tela, opera custodita nel Santuario di Maria Santissima di Custonaci.
- XVIII secolo, Transito di San Giuseppe, olio su tela, opera custodita nel Santuario di Maria Santissima di Custonaci.

 Erice 
- XVIII secolo, Educazione della Vergine, olio su tela, opera proveniente dalla chiesa di San Pietro e custodita nel tesoro della Chiesa Madre di Santa Maria Assunta.
- XVIII secolo, San Giovanni della Croce, olio su tela, opera documentata nella chiesa di Santa Teresa del monastero dell'Ordine carmelitano, oggi perduta.

 Marsala 
- XVIII secolo, Trionfo di Giuseppe figlio del patriarca Giacobbe, ciclo di affreschi, opere documentate nella chiesa di San Giuseppe.[2]

 Mazara del Vallo 

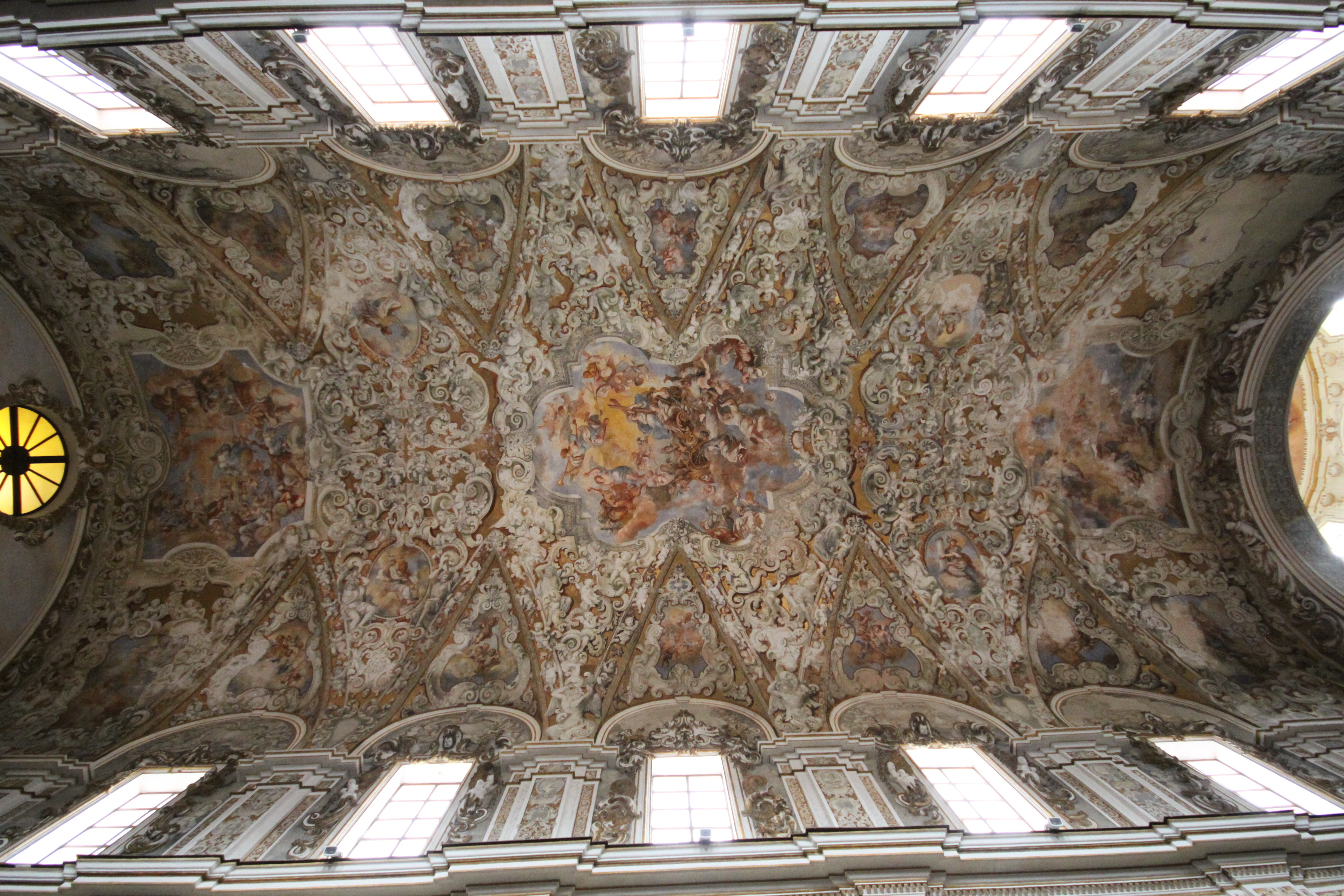
Allegoria della Fede, Cattedrale del Santissimo Salvatore.

- XVIII secolo, Trionfo della Fede, Speranza e Carità, affresco, opera realizzata nella volta della navata della cattedrale del Santissimo Salvatore.[2]
- XVIII secolo, Madonna di Trapani[2] e Santi Pietro e Paolo, dipinto, opera custodita nella cattedrale del Santissimo Salvatore.

 Salemi 
- XVIII secolo, San Francesco Saverio in adorazione e Annunciazione, dipinti, opere presenti nella chiesa madre del Collegio dei Gesuiti.[2]

 Trapani 
- XVIII secolo, San Giovanni Nepomuceno adorante il Crocifisso, dipinto, opera documentata.[3]
- XVIII secolo, Assunzione di Maria, dipinto, opera documentata nella chiesa della gancia dei Carmelitani.[3]
- XVIII secolo, San Mercurio a cavallo che debella i barbari e i Fasti di Giosafat e Barlaam, dipinti, opere documentate nella Compagnia del Carmine.[3]
- XVIII secolo, Sant'Onofrio Eremita che riceve la comunione da un angelo[3] e Ultima Cena, dipinti, opere documentate nella protobasilica di San Nicola di Bari.
- XVIII secolo, Triade incorona la Vergine, Sant'Alberto Carmelitana, Morte di San Francesco d'Assisi, dipinti, opere documentate nel monastero della Badia Grande.[3]
- XVIII secolo, Predica di San Vincenzo Ferreri, dipinto, opera documentata nella chiesa di San Domenico.[3]
- XVIII secolo, Transito di San Giuseppe, dipinto, opera documentata nella chiesa dei Padri della Redenzione.[3]
- XVIII secolo, Santa Caterina da Siena, dipinto, opera documentata nel monastero di Sant'Andrea.[3]
- XVIII secolo, Fuga in Egitto, dipinto, opera documentata nel monastero di Sant'Elisabetta.[3]
- XVIII secolo, Santa Rosalia, dipinto, opera documentata nella chiesa della Madonna della Lettera dei Chierici regolari Ministri degli Infermi.[3]
- XVII secolo, Passione di Gesù Nazareno, ciclo di sei dipinti, opere commissionate per l'Oratorio del Collegio dei Gesuiti. Documentato nella chiesa di Sant'Alberto,[1] la raccolta oggi è custodita nella chiesa del Purgatorio.
- XVIII secolo, Madonna di Portosalvo e Santi Francescani, dipinto, opera documentata nella chiesa dell'Epifania dell'Ordine dei frati minori cappuccini.[4]
- XVIII secolo, San Gaetano che contempla l'umanità di Gesù Cristo, dipinto, opera documentata nella chiesa delle Anime del Purgatorio.[4]
- XVII secolo, Sant'Ignazio di Loyola e San Francesco Saverio, affreschi, opere commissionate per la sacrestia della chiesa dell'Immacolata Concezione del Collegio dei Gesuiti.[3]
- XVII secolo, Diva Immacolata, dipinto, opera documentata nella chiesa dell'Immacolata Concezione del Collegio dei Gesuiti.[4]
- XVII secolo, Sacra Famiglia, Adorazione dei magi, Adorazione dei pastori, ciclo di dipinti, opere documentate presso il Palazzo vescovile.
- XVIII secolo, Martirio di San Lorenzo,[4] Sant'Antonio di Padova, San Cristoforo, dipinti, opere custodite nella cattedrale di San Lorenzo.
- XVII secolo, Arcangelo Raffaele e Tobia, Madonna dell'Itria, Immacolata Concezione, ciclo dipinti, opere custodite nella chiesa di Santa Maria dell'Itria.[3]
- XVIII secolo, Madonna dell'Itria, Assunta e santi, dipinti, opere custodite nella chiesa di Sant'Agostino.
- 1725c., Immacolata Concezione,[5] Nascita di Maria, Presentazione di Maria al Tempio, Visitazione, Presentazione di Gesù al Tempio, Transito di Maria, Assunzione di Maria, opere custodite nella navata della basilica santuario di Maria Santissima Annunziata.[2]
- XVIII secolo, Assunzione di Maria Santissima, San Trifone martire, dipinti, opere custodite nella chiesa di Santa Maria del Carmine.
- XVIII secolo, Santa Margherita da Cortona, dipinto, opera documentata nella chiesa di Santa Maria di Gesù.
- XVIII secolo, Maria Immacolata incoronata dalla Santissima Triade, dipinto, opera documentata nella chiesa di San Giovanni Battista.